# Banca nazionale bulgara
La banca nazionale bulgara è la banca centrale dello stato europeo della Bulgaria.
Le monete e le banconote ufficiali che stampano e coniano è il lev bulgaro.